# Marc De Brakeleer
Marc De Brakeleer was een Belgische politicus (CD&V). Hij was burgemeester van Lierde.

## Biografie
De Brakeleer studeerde regentaat nijverheid. Hij werkte daarna als leraar.
Hij ging in de gemeentepolitiek in Lierde en na de verkiezingen van 1988 werd hij meteen verkozen als gemeenteraadslid. In 1995 werd hij schepen van Sport, Cultuur en Onderwijs. In 2001 werd hij burgemeester van Lierde. Hij werd herkozen in 2006. In 2012 besloot hij op rust te gaan en eind dat jaar stopte hij als burgemeester.